# یان راهائوگه رود
یان راهائوگه رود (به انگلیسی: Jon Raahauge Rud) (زادهٔ ۱۱ فوریهٔ ۱۹۸۶) شناگر اهل دانمارک است.